# Noches de San Juan
Noches de San Juan es un drama en dos actos de Ricardo López Aranda; fue estrenada en 1965.

## Argumento
Esta obra nos muestra la vida gris de una modesta familia que vive en los entresuelos de un edificio de los suburbios de una ciudad cualquiera y en la que ningún personaje halla salida sino en la resignación. La obra critica así el conformismo, el inmovilismo social y el estancamiento en la rutina. Ganadora del premio Lope de Vega de teatro de 1964. Fue emitida en el programa Estudio 1 de Televisión española en 1966.

## Estreno
- Teatro María Guerrero, Madrid, 18 de abril de 1965.[3][4]
  - Dirección: Ángel F. Montesinos.
  - Música: Carmelo A. Bernaola.
  - Escenografía: Emilio Burgos.
  - Intérpretes: José Bódalo (Pedro), Irene Gutiérrez Caba (Matilde), Alicia Hermida (Clara), Antonio Ferrandis (Claudio), Maribel Martin (Tere), Pedro Valentín, Vicente Ros, Joaquín Molina, María Paz Molinero, Alberto Alonso.